# Nervio fibular profundo
El nervio fibular profundo o peroneo profundo inerva la piel del pie entre el primer y segundo dedos. Comienza en la bifurcación del nervio fibular común, entre el hueso peroné y el músculo peroneo lateral largo en relación cercana con la arteria tibial anterior a la altura media del pie. En la articulación del tobillo, el nervio da dos ramas, uno lateral y otro interno o medial.

## Origen
El nervio fibular profundo procede del nervio fibular común. Este a su vez procede del gran nervio ciático, que es formado por el plexo lumbosacro (L4-S3).

## Inervación
Inerva a la musculatura anterior de la pierna, que está compuesta de interno a externo por: músculo tibial anterior, músculo extensor largo del dedo gordo, músculo extensor largo de los dedos y el músculo peroneo anterior o 3.er peroneo. El músculo peroneo lateral largo y músculo peroneo lateral corto están inervados por el nervio peroneo superficial.
En el pie inerva al músculo pedio y el músculo extensor corto del dedo gordo.

## Patología
La disfunción del nervio tibial anterior es una forma de neuropatía periférica causada por traumatismos o compresión prolongada sobre el nervio y conlleva a pérdida del movimiento o la sensibilidad de la parte inferior de la pierna. En muchos casos la recuperación es espontánea.